# Різдво у Сербії
Божи́ч — православне Різдво у Сербії. Святкується 7 січня; входить до циклу різдвяних свят з 19 грудня по 27 січня. На ряду з Божичем серби святкують День Св. Миколая, Туциндан, Баднідан та День Св. Сави.

## Традиції
Сербське Різдво зберегло у собі деякі язичницькі елементи, що існували з часів Св. Сави — першого Архієпископа Сербії. Сава зміг зберегти деякі народні обряди та звичаї, що забезпечило довіру та прихильність сербів до нової для них Православної віри. Готуються серби до святкування Різдва дотримуючись 40-денного посту.
5 січня зазвичай заколюють свиню чи вівцю. Цей день прийнято називати «Тунцидан». Карати дітей в Тунцидан не прийнято, оскільки існує повір'я, що вони не будуть слухняними увесь наступний рік.
6 січня серби називають «Баднідан». День свята розпочинається ще до сходу сонця, коли голова сім'ї разом зі своїми синами та чоловіками-односельчанами
рушають до лісу за «бадняком». Родичі, що залишаються вдома, смажать м'ясо на вертелі та печуть традиційні пироги.
Бадняк — це поліно свіжозрубленого молодого дуба. Згідно звичаю, дерево мусить горіти у домашньому вогнищі протягом трьох наступних днів. Ввечері перед святою вечерею господар заносить бадняк разом із соломою до хати. Вся родина цілує деревину, змащує її медом і кладе у вогонь.
7 січня святкування починається з 5 ранку, коли всі серби йдуть до церкви на літургію. Різдво вважається сімейним святом, тому вечеря завжди проходить у родинному колі. Традиційною стравою у цей день є «чесниця» — бездріжджовий хліб з борошнай та масла.